# Aspidiske
Aspidiske (Jota Carinae, ι Car) – gwiazda w gwiazdozbiorze Kila, odległa od Słońca o około 765 lat świetlnych.

## Nazwa
Tradycyjna nazwa tej gwiazdy, Aspidiske, wywodzi się od stgr. Ἀσπιδίσκε, co oznacza „małą tarczę” (ozdobę na rufie Okrętu Argo). Nazwa ta przypuszczalnie pierwotnie odnosiła się do innej grupy gwiazd, jednak przylgnęła do Jota Carinae. Nazwa była też znana w wersji łacińskiej – Scutulum oraz arabskiej ‏تريْس‎ Turais. Międzynarodowa Unia Astronomiczna w 2016 roku formalnie zatwierdziła użycie nazwy Aspidiske dla określenia tej gwiazdy.

## Charakterystyka obserwacyjna
Obserwowana wielkość gwiazdowa Aspidiske to 2,21m, a jej wielkość absolutna to −4,64m.

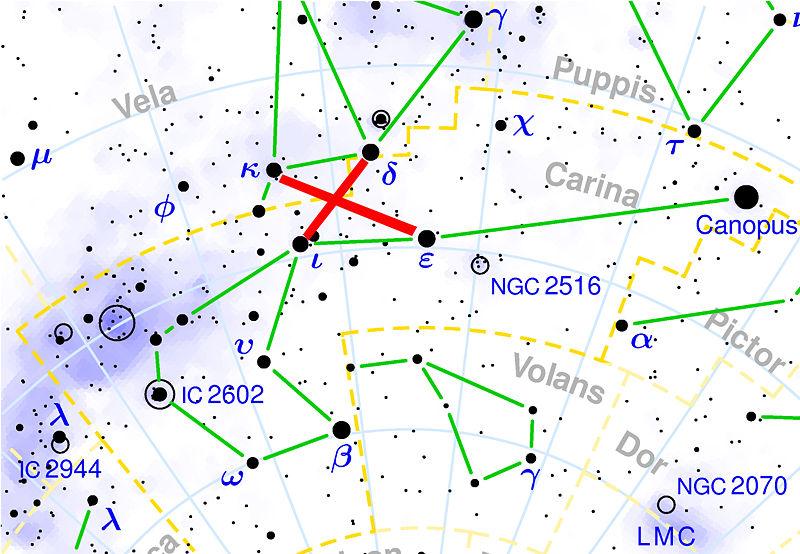
Gwiazdy tworzące Fałszywy Krzyż

Jota Carinae należy do asteryzmu „Fałszywego Krzyża”. Wraz z całym gwiazdozbiorem leży zbyt daleko na niebie południowym, żeby być widoczna z terytorium Polski.

## Charakterystyka fizyczna
Jest to biały nadolbrzym, należy do typu widmowego A7. Temperatura tej gwiazdy to około 7200 K, świeci ona 4900 razy jaśniej niż Słońce. Promień tej gwiazdy jest 43 razy większy niż promień Słońca, a masa jest 7,4 razy większa niż masa Słońca. Gwiazda rozpoczęła życie około 40 milionów lat temu jako gorętsza przedstawicielka typu widmowego B. Gwiazda nie ma dość dużej masy, aby zakończyć życie jako supernowa i umrze jako biały karzeł o masie podobnej do Słońca.